# Monti Lattari
I monti Lattari ('e Lattare in campano) sono una catena montuosa dell'Antiappennino campano, che costituisce l'ossatura della penisola sorrentina e amalfitana.

## Geografia

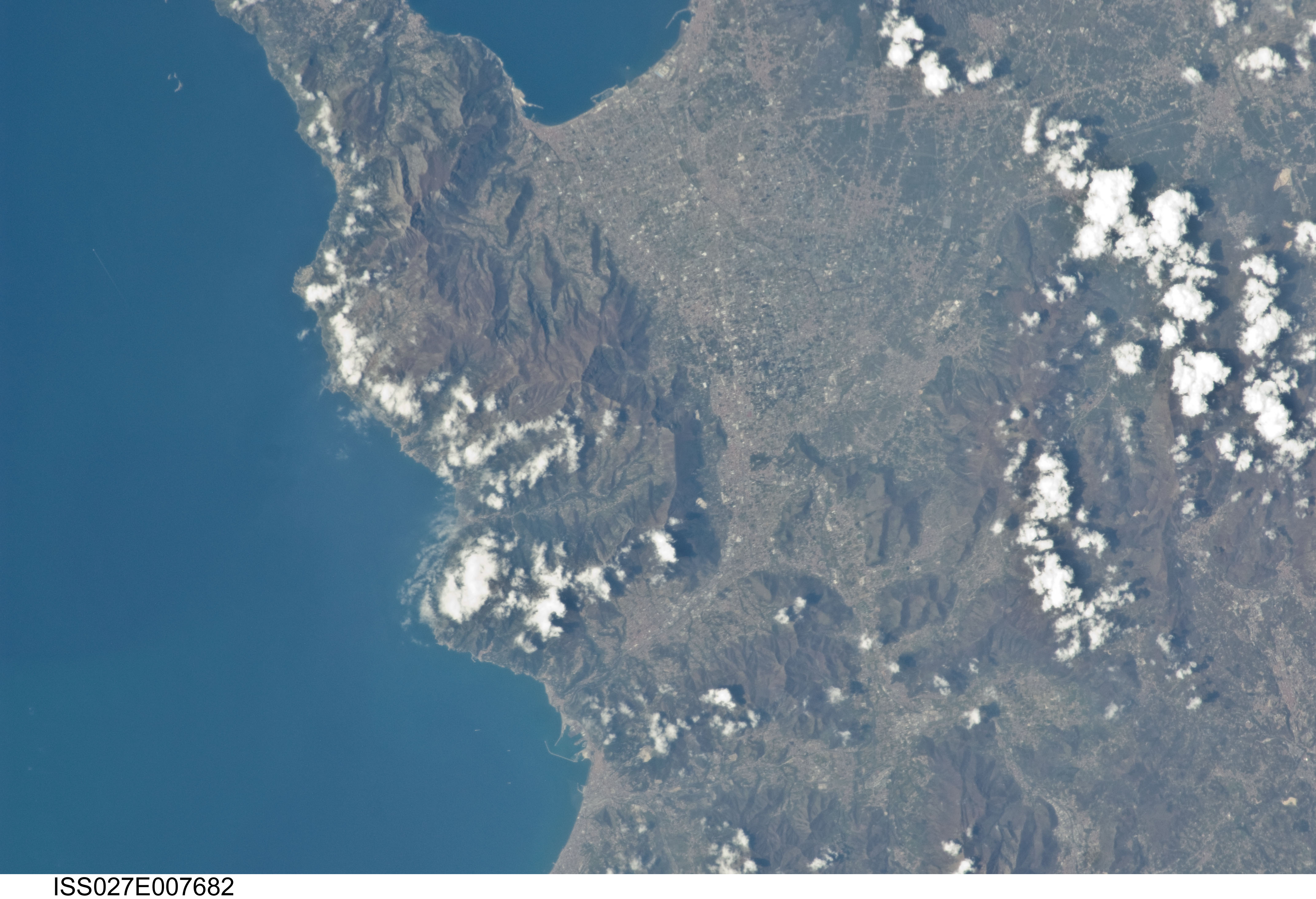
Vista satellitare dei Monti Lattari

Rappresentano il prolungamento occidentale dei monti Picentini dell'Appennino campano, costeggiando l'Agro Nocerino, protesi nel mar Tirreno formando la penisola sorrentina. Devono il loro nome alle capre e alle mucche che vi pascolano, fornitrici di ottimo latte (da cui il nome latino Lactarii).
La catena montuosa è delimitata a nord-ovest dal golfo di Napoli, a nord dalla valle dell'Agro Nocerino e dalla piana del fiume Sarno, ad est dalla vallata metelliana ed a sud dal golfo di Salerno. I monti, di formazione calcarea, raggiungono la massima elevazione nei 1 444 metri del monte San Michele del complesso di monte Sant'Angelo a Tre Pizzi, che comprende le cime di San Michele, monte di Mezzo e monte Catiello.
Al limite occidentale della catena montuosa è posto il monte San Costanzo di 497 metri, mentre a nord è posto il monte Faito (1 131 metri), raggiungibile con una funivia da Castellammare di Stabia; nel versante di Vico sono ancora visibili i pilastri in pietra che costituivano la vecchia teleferica per il trasporto della neve fino a Massaquano, da qui sui carri veniva portata alla marina per essere caricata sulle navi dirette a Napoli.
Ad ovest è situato il Monte Cerreto di 1 316 metri, oltre il quale i monti digradano verso est nel valico di Chiunzi a Sant'Egidio del Monte Albino, proseguendo verso est i monti raggiungono i 1 075 metri del monte Albino, che domina Nocera Inferiore. Proseguendo si raggiungono i 1 130 del monte Sant'Angelo di Cava, che insieme al monte Finestra (1 138 metri) ed al monte dell'Avvocata sopra Maiori (1 014 metri), costituisce il margine orientale della catena montuosa prima che questa digradi nelle valli di Cava de' Tirreni e del torrente Bonea, che sfocia nel golfo di Salerno a Vietri sul Mare.
Il versante meridionale dei monti è molto scosceso e dà vita alle falesie della costiera amalfitana, verso la quale scendono numerosi torrenti.

## Sentieri

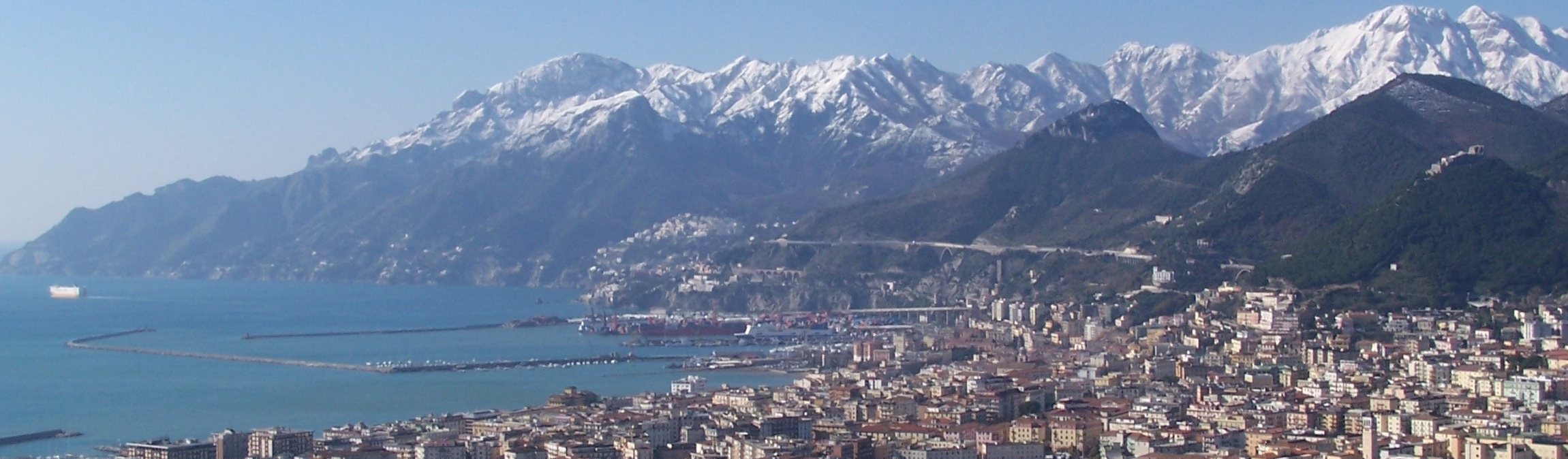
Salerno e i monti Lattari innevati

I monti Lattari sono attraversati da molteplici sentieri. Il sentiero CAI n. 300 (alta via dei Lattari) va dal margine orientale del Corpo di Cava al margine occidentale, rappresentato da punta Campanella, passando per il più famoso Sentiero degli Dei (CAI n. 327).
Varie bretelle e varianti collegano questo sentiero ai centri abitati sia sui versanti della costa che su quelli interni.

## Storia

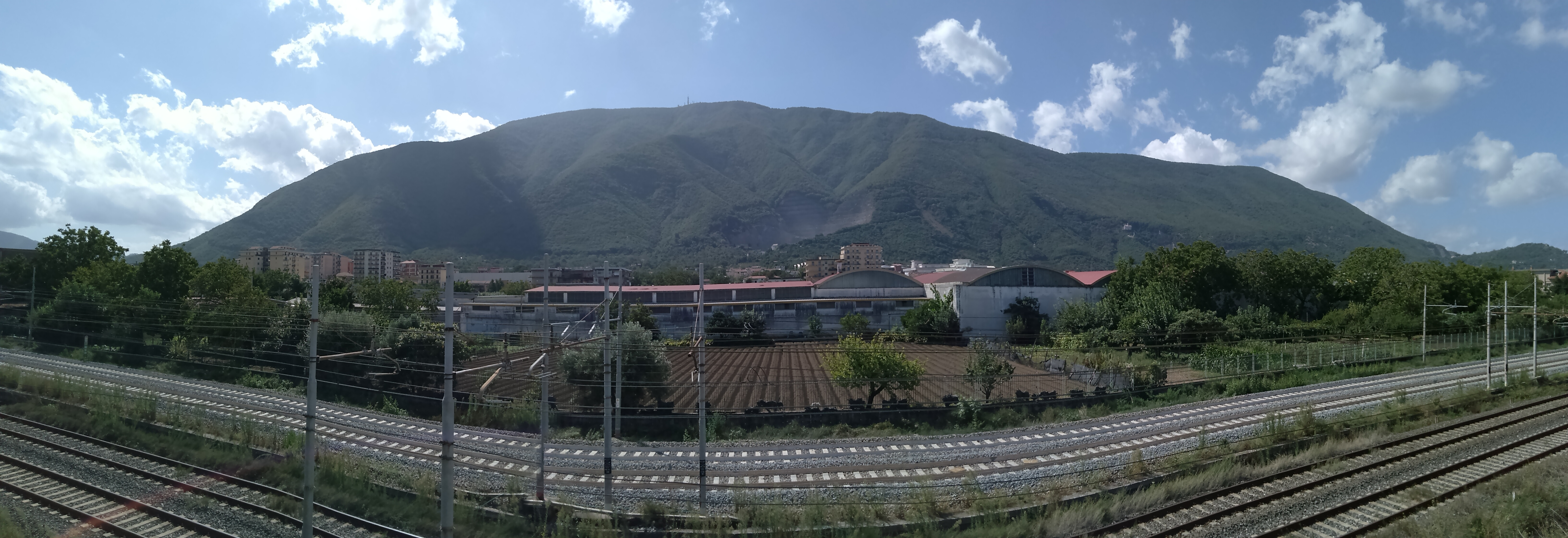
Monte Albino sovrastante Nocera Inferiore e Nocera Superiore

Fecero parte, in epoca romana, della Regio I Latium et Campania.
La pianura a nord della catena dei Lattari fu scenario conclusivo della terza Guerra Gotica. L'ultimo re degli Ostrogoti, Teia, venne ucciso presso Nuceria nella cosiddetta battaglia dei Monti Lattari, nel territorio tra gli attuali comuni di Angri e Sant'Antonio Abate.
Nel medioevo furono parte della Repubblica amalfitana, poi Ducato di Amalfi.